# Dohrniphora aseta
Dohrniphora aseta är en tvåvingeart som beskrevs av Ronald Henry Lambert Disney 2003. Dohrniphora aseta ingår i släktet Dohrniphora och familjen puckelflugor.
Artens utbredningsområde är Malawi. Inga underarter finns listade i Catalogue of Life.